# Kim Min-kyu (acteur)
Dans ce nom, le nom de famille, Kim, précède le nom personnel coréen.
Kim Min-kyu (Coréen : 김민규 ; né le 25 décembre 1994), également orthographié Kim Min-gue, est un acteur sud-coréen. Il est connu pour son apparition dans l'émission de variétés Crime Scene Season 3 et a gagné en notoriété grâce à ses rôles dans les séries télévisées Reine : Amour et Guerre (en) (2019-20), La débutante de la ruelle (en) (2020), Snowdrop (2021-22) et Business Proposal (2022).

## Carrière
En 2013, Kim commence sa carrière d'acteur en jouant un rôle mineur dans le drama Monstar (en) de Mnet.
Il joue des rôles notables dans les séries télévisées Signal (2016), Because This Is My First Life (2017), The Rich Son (en) (2018) et Perfume (en) (2019) et apparaît dans l'émission de variétés Crime Scene saison 3 en tant qu'assistant d'un détective.
Kim a été reconnu pour le premier rôle principal de sa carrière grâce au drame historique Reine : Amour et Guerre où il incarne Lee Kyung, le roi de Joseon.
En 2020, Kim joue le rôle de Kang Ji-wook dans la comédie romantique La débutante de la ruelle de SBS.
En 2021, Kim apparait dans So I Married the Anti-fan (en) qui est diffusé pour la première fois en avril sur Naver TV. Plus tard la même année, il joue le rôle de Joo Gyeok-chan, un agent nord-coréenne au cœur froid, dans le drame Snowdrop de JTBC.
En 2022, Kim joue le rôle du secrétaire général Cha Sung-hoon dans la comédie romantique Business Proposal, diffusée sur SBS.
La même année, Kim tient une exposition My Art, Your Art avec l'artiste graffiti M.Chat, qui s'est tenue du 10 au 26 juin 2022.

## Vie privée

### Service militaire
Le 25 novembre 2022, il a été confirmé que Kim s'engagerait dans l'armée avant la première de sa prochaine série télévisée, au premier semestre 2023.

## Filmographie

### Film
| An   | Titre                   | Rôle          | Ref.   |
| ---- | ----------------------- | ------------- | ------ |
| 2013 | The Five (en)           |               | [ 11 ] |
| 2016 | Ciselure                | Kim Tae-young | [ 12 ] |
| 2018 | The Whispering          | Min-woo       | [ 13 ] |
| 2019 | La bataille de Jangsari | Choi Jae-pil  | [ 14 ] |

### Séries télévisées
| An        | Titre                          | Rôle                    | Remarques             | Ref.   |
| --------- | ------------------------------ | ----------------------- | --------------------- | ------ |
| 2013      | Monstar (en)                   |                         | Caméo                 | [ 15 ] |
| 2015      | Qui êtes-vous? École 2015      | Nageur                  | Rôle de soutien       | [ 16 ] |
| 2016      | Signal                         | Hwang Eui-kyung         | Rôle de soutien       | [ 17 ] |
| 2016      | Le son de ton cœur             | Soldat / Étudiant Uni   | Caméo (épisode 2, 14) |        |
| 2017      | Because This Is My First Life  | Yeon Bok Nam            | Rôle de soutien       | [ 18 ] |
| 2017      | Meloholic (en)                 | Yoo Byeong Chul         | Rôle de soutien       | [ 19 ] |
| 2017      | Rain or Shine (en)             | Jin Young               | Rôle de soutien       | [ 20 ] |
| 2018      | Fils d'une famille riche       | Kim Myung-ha            | Rôle de soutien       | [ 21 ] |
| 2018      | Let's Eat 3 (en)               | Lui-même                | Caméo (épisode 4)     | [ 22 ] |
| 2018      | L'ivresse du bon goût          | Lee Yeon Nam            | Rôle principal        | [ 23 ] |
| 2019      | Parfum                         | Yun Min-suk             | Rôle principal        | ,      |
| 2019      | Reine : Amour et Guerre (en)   | Lee Kyung               | Rôle principal        | [ 26 ] |
| 2020      | La débutante de la ruelle (en) | Kang Ji-wook            | Rôle de soutien       | [ 5 ]  |
| 2021–2022 | Snowdrop                       | Joo Gyeok-chan          | Rôle de soutien       | ,      |
| 2022      | Business Proposal              | Cha Sung-hoon           | Rôle de soutien       | [ 29 ] |
| 2023      | The Heavenly Idol (en)         | Woo Yeon-woo / Souvenir | Rôle principal        | [ 30 ] |

### Websérie
| Année | Titre                            | Fonction       | Ref.   |
| ----- | -------------------------------- | -------------- | ------ |
| 2016  | Throbbing Virtual Love           | Kim Min-gyu    | [ 31 ] |
| 2017  | Take Care of the Goddess         | Park Joo-won   | [ 32 ] |
| 2017  | We are Peaceful Brothers         | Lee Sang       | [ 33 ] |
| 2017  | Les lois spéciales de la romance | Jung Eui-chang | ,      |
| 2021  | So I Married the Anti-fan (en)   | Go Soo-hwan    | [ 36 ] |

### Vidéo musicale
| Année | Titre de la chanson | Artiste                    | Ref. |
| ----- | ------------------- | -------------------------- | ---- |
| 2014  | Promise             | Lee Ye-joon, Shin Yong-jae |      |
| 2015  | Run (Everland Ver.) | Younha                     |      |
| 2016  | Crazy               | Lim Jeong-hee              |      |

## Discographie

### Singles
| Titre         | Année | Album                      |
| ------------- | ----- | -------------------------- |
| Drawing Paper | 2017  | Special Law on Romance OST |
| Answer        | 2018  | Drunk in Good Taste OST    |

## Prix et nominations
| Cérémonie de remise des prix | Année | Catégorie                                      | Nommé / Travail                 | Résultat   | Ref.   |
| ---------------------------- | ----- | ---------------------------------------------- | ------------------------------- | ---------- | ------ |
| Prix de la marque de l'année | 2022  | Acteur étoile montante                         | Kim Min-kyu                     | Lauréat    | [ 38 ] |
| Prix MBC Drama               | 2018  | Meilleur nouvel acteur                         | Le Fils de Riches (부잣집 아들) | Nomination | [ 39 ] |
| MBC Entertainment Awards     | 2019  | Rookie Award dans la catégorie Variété - Homme | Aime-moi vraiment               | Nomination |        |
| Soompi Awards                | 2018  | Acteur vedette                                 | Because This Is My First Life   | Nomination |        |